# Austin 7
Austin 7 är en bilmodell som producerades av den brittiska biltillverkaren Austin Motor Company åren 1922-1939. 
Före första världskriget byggde Austin bilar i de flesta storleksklasser, men efter kriget satsade man på en enmodellspolitik, med en stor 20 hp-modell som enda produkt. Priset sköt i höjden i samband med efterkrigsinflationen och försäljningen sjönk drastiskt. Herbert Austin ville komplettera programmet med en liten billig småbil, men röstades ner av företagets styrelse. Han valde då att ta konstruera sin folkvagn för egna pengar i sitt eget hem, assisterad av den blott femtonårige lärlingen Stanley Edge. Austin tog flera patent på konstruktionen och fick därför royalty på varje såld bil.
Austin Seven visades för allmänheten hösten 1922 och började produceras året därpå. Det var en enkel konstruktion, men ändå en ”riktig” bil som dödade marknaden för de mikrobilar som kommit fram under recessionen efter första världskriget. Bilen byggde på en enkel, A-formad ram, med spetsen under kylaren. Framaxeln var upphängd i en tvärliggande bladfjäder, infäst i ramens spets. Bakaxeln var upphängd med kvartselliptiska kantileverfjädrar, fästa vid rambalkarnas ändar. Även om resten av bilen förfinades kontinuerligt fram till andra världskriget, förbättrades aldrig den simpla fjädringen. Bilen hade fyrhjulsbromsar, men fotbromsen tog bara på bakbromsarna, medan handbromsen bara påverkade fram. Den lilla sidventilmotorn hade bara två ramlager, men visade sig vara både pålitlig och slitstark. Den var kopplad till en treväxlad växellåda. Karossen kallades fyrsitsig, men de små dimensionerna och den klena motorn begränsade i praktiken lastförmågan.
Trots att bilen såldes för endast 165 pund möttes Austins småbil med viss skepsis, men snart tog försäljningen fart. Med stigande volymer kunde Austin sänka priset, som lägst till magiska 100 pund för en enkel tourer i mitten av trettiotalet. Austin Seven tillverkades på licens av flera utländska tillverkare, som tyska BMW Dixi, franska Rosengart och American Austin. Bilen attraherade även fristående karosstillverkare, som William Lyons Swallow Sidecar.
Under sin långa levnad utvecklades bilen kontinuerligt. 1930 infördes fotbroms på alla fyra hjulen. 1932 kom en fyrväxlad växellåda, som året därpå fick synkronisering på de högsta växlarna. 1937 fick vevaxeln ett tredje ramlager. Motoreffekten ökade stegvis och var till slut uppe i 17 hk. Tillverkningen stoppades slutligen vid andra världskrigets utbrott, men namnet Seven användes även i marknadsföringen av A30- och Mini-modellerna.

## Bilder

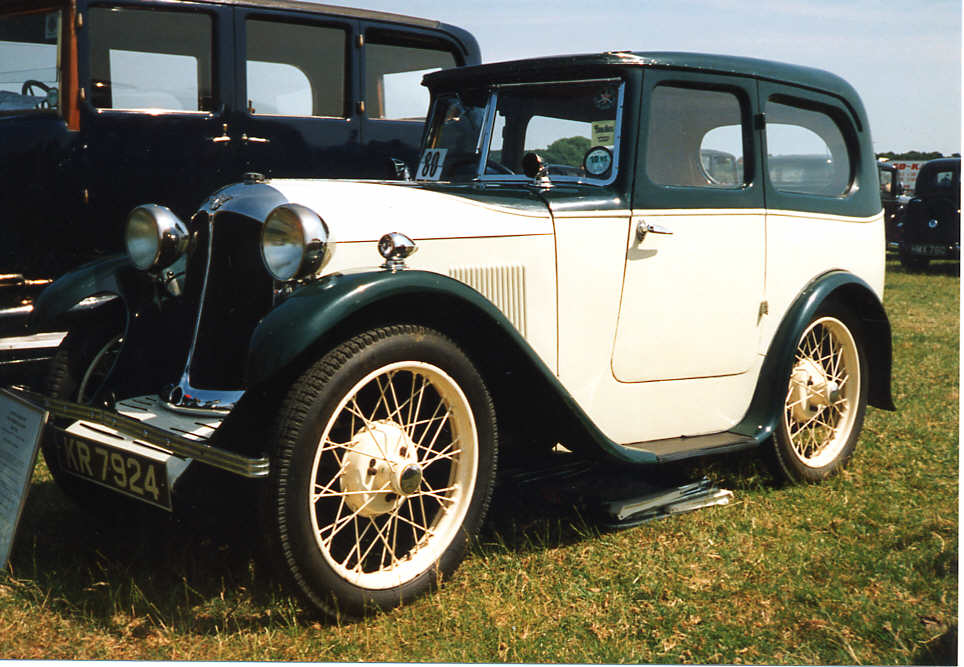
1931 Austin 7 med Swallow-kaross
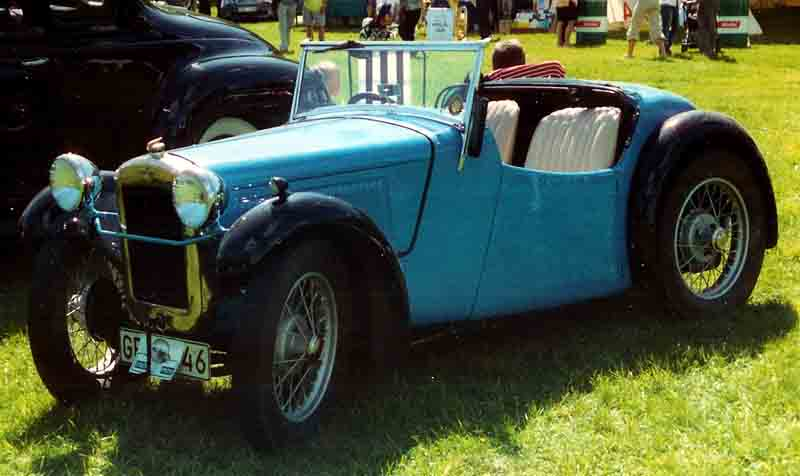
1934 Austin 7 Nippy
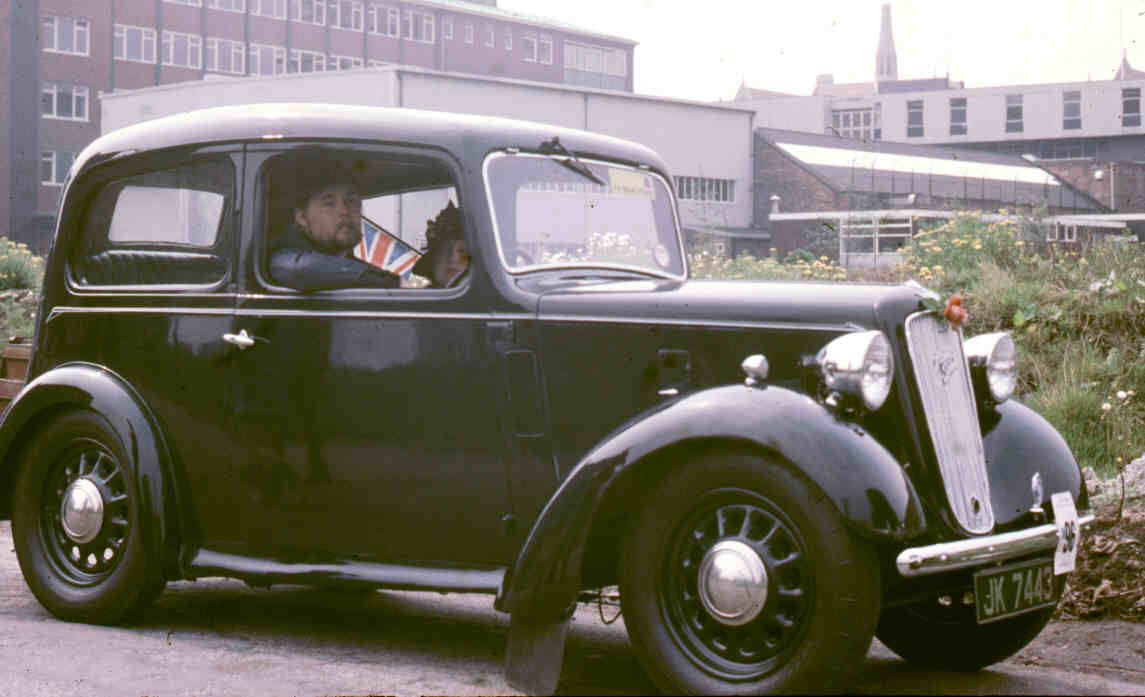
1938 Austin 7 Ruby